# 西北工业大学出版社
西北工业大学出版社是中华人民共和国的一家出版社，成立于1983年6月24日，社址位于陕西省西安市，由中华人民共和国工业和信息化部主管，西北工业大学主办。